# Władysław Panas
Władysław Ludwik Panas (ur. 28 marca 1947 w Dębicy, zm. 24 stycznia 2005 w Lublinie) – profesor zwyczajny, teoretyk i historyk literatury, badacz twórczości Brunona Schulza, Józefa Czechowicza, tradycji żydowskiej w polskiej literaturze i kulturze. Interesowała go również twórczość Zbigniewa Herberta, Leo Lipskiego i Aleksandra Wata oraz tradycja prawosławna oraz ikona.

## Życiorys
Uczęszczał do szkoły podstawowej w Dębicy (1954–1962), a następnie ukończył Liceum im. Mikołaja Kopernika w Kołobrzegu (1966).
Studia polonistyczne rozpoczął na Uniwersytecie im. Adama Mickiewicza w Poznaniu. Tam wziął udział w wydarzeniach marcowych, za co został zaraz na drugi dzień aresztowany przez SB. Skazany na dwa miesiące pozbawienia wolności, a potem usunięty z tamtejszego uniwersytetu. Następnie trafił na studia do Lublina, gdzie podjął dalszą naukę na Katolickim Uniwersytecie Lubelskim. Debiutował krytycznym tekstem o poezji Tadeusza Gajcego w czasopiśmie „Polonista”. W 1972 skończył studia na filologii polskiej, broniąc w 1973 pracę magisterską – O koncepcji języka w prozie Brunona Schulza.
Pracował na Katolickim Uniwersytecie Lubelskim od 1975. Od 1999 kierował Katedrą Teorii Literatury Instytutu Filologii Polskiej KUL oraz Międzywydziałowym Zakładem Badań nad Literaturą Religijną KUL. Był członkiem Towarzystwa Naukowego KUL i Towarzystwa Literackiego im. Adama Mickiewicza, redaktorem naczelnym „Roczników Humanistycznych” (zeszytu poświęconego literaturze polskiej). W 2005 otrzymał tytuł doctora honoris causa uniwersytetu pedagogicznego w Drohobyczu na Ukrainie. W Lublinie prof. Władysław Panas był znany i szanowany. Otrzymał m.in. Nagrodę Prezydenta Miasta Lublina za działalność artystyczną. Po śmierci jeden z zaułków Starego Miasta nazwano Zaułkiem Władysława Panasa. Został pochowany na cmentarzu przy ul. Lipowej.
Z małżeństwa z Teresą Panas miał troje dzieci: Rafała, Pawła i Martę.

## Upamiętnienie
W 2009 Ośrodek „Brama Grodzka-Teatr NN” wydał poświęcony pamięci profesora specjalny numer (33) pisma Scriptores, pt. Lublin jest księgą.
Książka autorstwa Andrzeja Sulikowskiego  pt. Epos sanocki Janusza Szubera z 2010 została wydana pamięci Władysława Panasa.

## Twórczość
Główne prace W. Panasa:
- W kręgu metody semiotycznej, Lublin 1991
- Pismo i rana. Rzecz o problematyce żydowskiej w literaturze polskiej, Lublin 1996
- Księga blasku. Traktat o kabale w prozie Brunona Schulza, Lublin 1997
- Bruno od Mesjasza. Rzecz o dwóch ekslibrisach oraz jednym obrazie i kilkudziesięciu rysunkach Brunona Schulza, Lublin 2001
- Oko cadyka, Lublin 2004
- Tajemnica siódmego anioła. Cztery interpretacje, Lublin 2005
- Willa Bianki. Mały przewodnik drohobycki dla przyjaciół, Lublin 2006
- Znak kabalistyczny. O „Poemacie” Józefa Czechowicza. Fragmenty, Lublin 2006